# Рудники Mont-Dore
Рудники Mont-Dore — гірничодобувні майданчики у Меланезії на острові Нова Каледонія (заморське володіння Франції).
У 1873-му одразу дві компанії оголосили про відкриття покладів нікелю в Mont-Dore. У деяких джерелах зазначають, що розробка почалась того ж року і це була перша нікелева копальня в Новій Каледонії (та, відповідно, в усьому у світі). Згодом розробки в Mont-Dore закинули.
У 2000-х роках районом Mont-Dore зацкавилась компанія Mai Kouaoua Mines (MKM), що до того виступала генпідрядником на нікелевих рудниках інших компаній. У 2010-му MKM почала розробку копальні «Аda», а в 2016-му ввела в дію розташовану за пів десятка кілометрів на північний захід від неї копальню «Graziella».
Відомо, що в 2021 році сукупний видобуток «Аda» та «Graziella» становив 260 тисяч тонн.
Розробка ведеться традиційним для Нової Каледонії відкритим способом, при цьому вилучають як сапролітову, так і латеритову руду. Їх вивозять до узбережжя та відправляють споживачам морським транспортом — сапролітову руду на новокаледенський металургійний завод у Доніамбо, а також японським та південнокорейським компаніям, тоді як латерити забирають чи забирали покупці з Китаю та Австралії.